# Korpus Karabinierów
Korpus Karabinierów (wł. Arma dei Carabinieri, pol. Karabinierzy) – włoska ogólnokrajowa żandarmeria. Carabinieri poza zadaniami typowymi dla żandarmerii, pełnią także część obowiązków charakterystycznych dla jednostek policji. Jurysdykcji Carabinieri podlegają zarówno osoby cywilne, jak i wojskowi, a cała organizacja wywodzi się z armii włoskiej, w której oddziały karabinierów pod nazwą Corpo dei Carabinieri pełniły rolę typowej żandarmerii wojskowej.

## Historia
Korpus Carabinieri został powołany w 1814 roku przez Wiktora Emanuela I. Celem powstania korpusu była ochrona prawa na terenie Piemontu. Oddziały karabinierów zastąpiły założoną w 1726 roku ochotniczą formację Dragoni di Sardegna.
Oddziały Carabinieri, zarówno wojskowe jak i policyjne uczestniczyły w każdym konflikcie z udziałem Włoch, często ponosząc ogromne straty. Ich zasługi zostały docenione, a jednostki honorowane licznymi tytułami honorowymi i odznaczeniami państwowymi.
Włoscy Carabinieri szczególnie czczą pamięć brygadiera Salvo D'Acquisto, oficera Carabinieri, który oddał swoje życie w zamian za ocalenie niewinnych cywili miasteczka Palidoro, którzy mieli zostać wymordowani w odwecie za śmierć niemieckiego żołnierza. Salvo D'Acquisto wziął na siebie winę i został zastrzelony przez Niemców w swoim biurze.
Obecnie korpusy Carabinieri często biorą udział w międzynarodowych misjach pokojowych, służąc m.in. w: Kosowie, Iraku oraz Afganistanie. W 2003 roku 12 Carabinieri zginęło w samobójczym ataku w bazie w Nasirijja niedaleko miasta Basra. W zamachu zginęło także 5 żołnierzy włoskich. Były to największe od II wojny światowej straty wywołane przez pojedynczą akcję przeciwnika.

## Personel

### Struktura organizacyjna

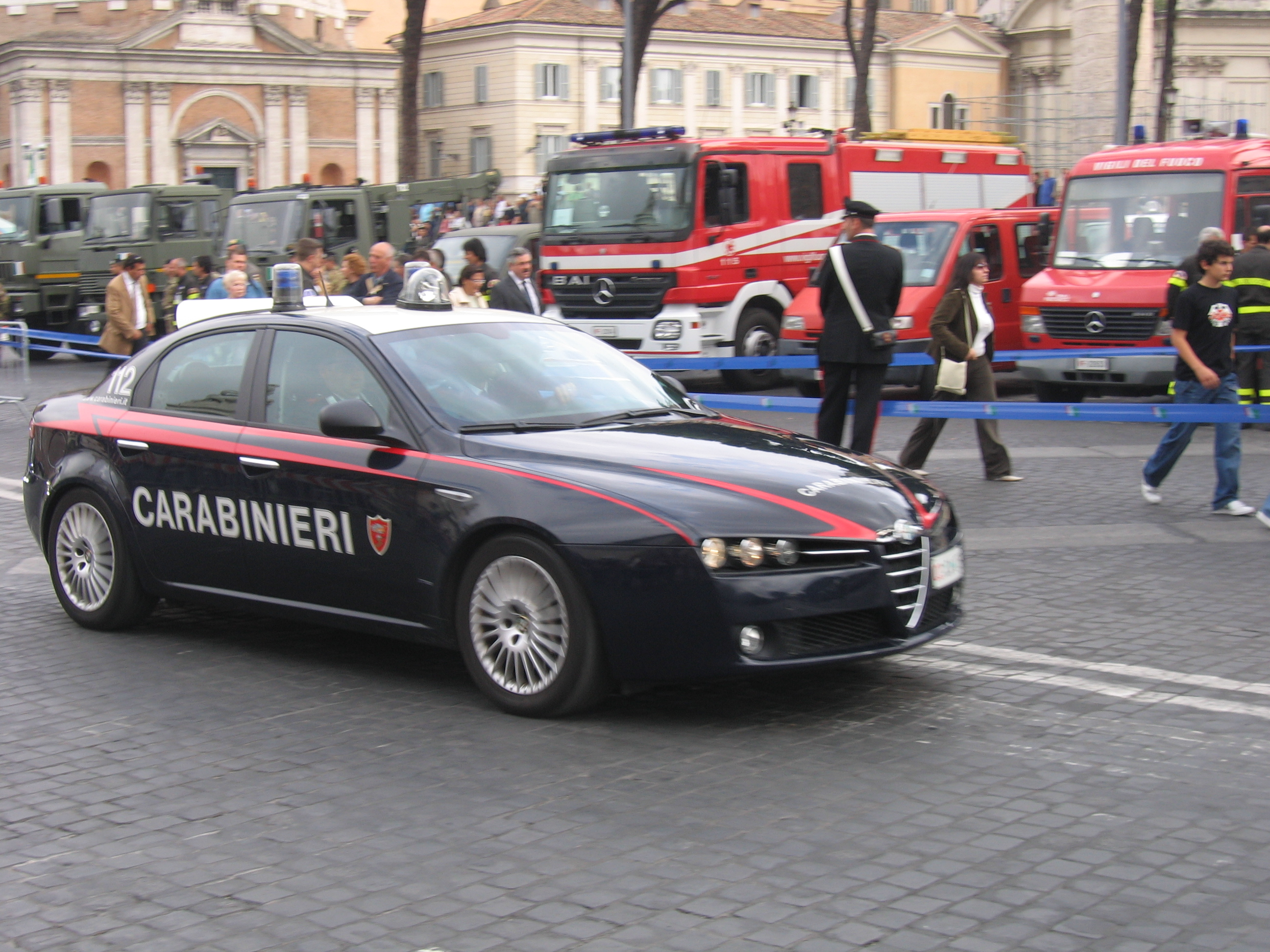
Alfa Romeo 159 w barwach Carabinieri

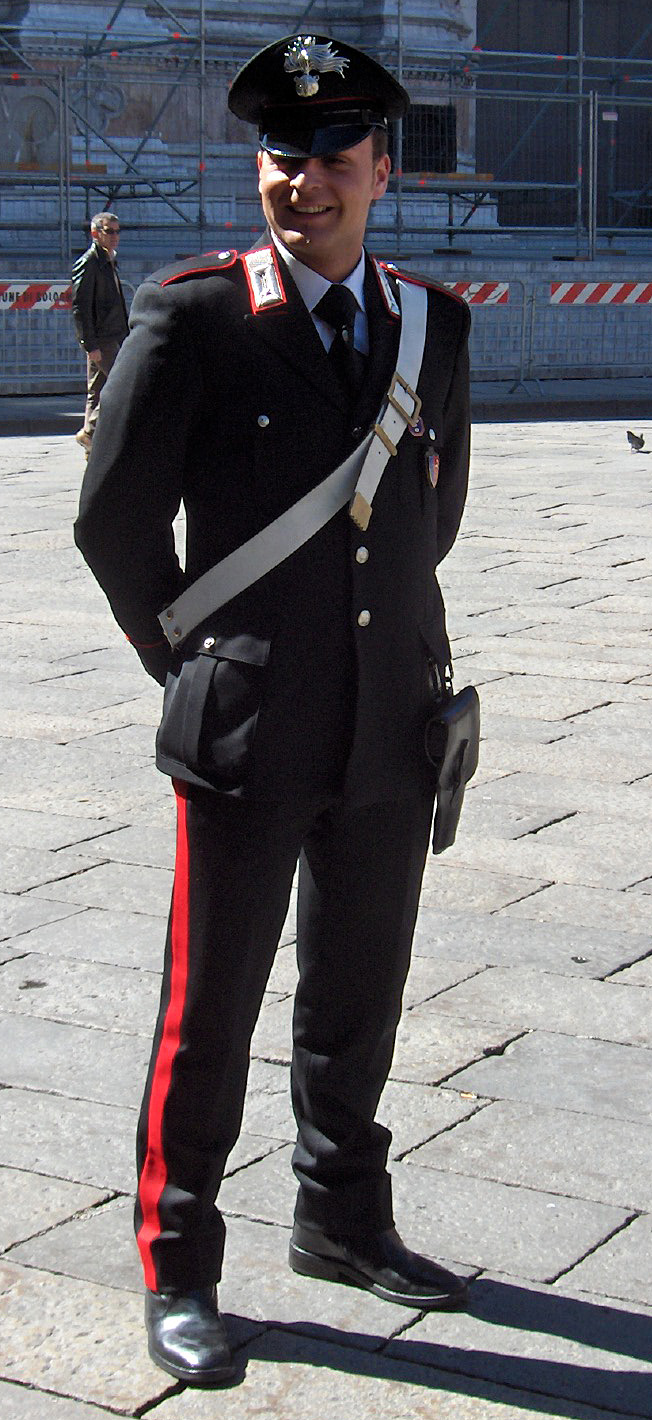
Carabinieri w tradycyjnym umundurowaniu

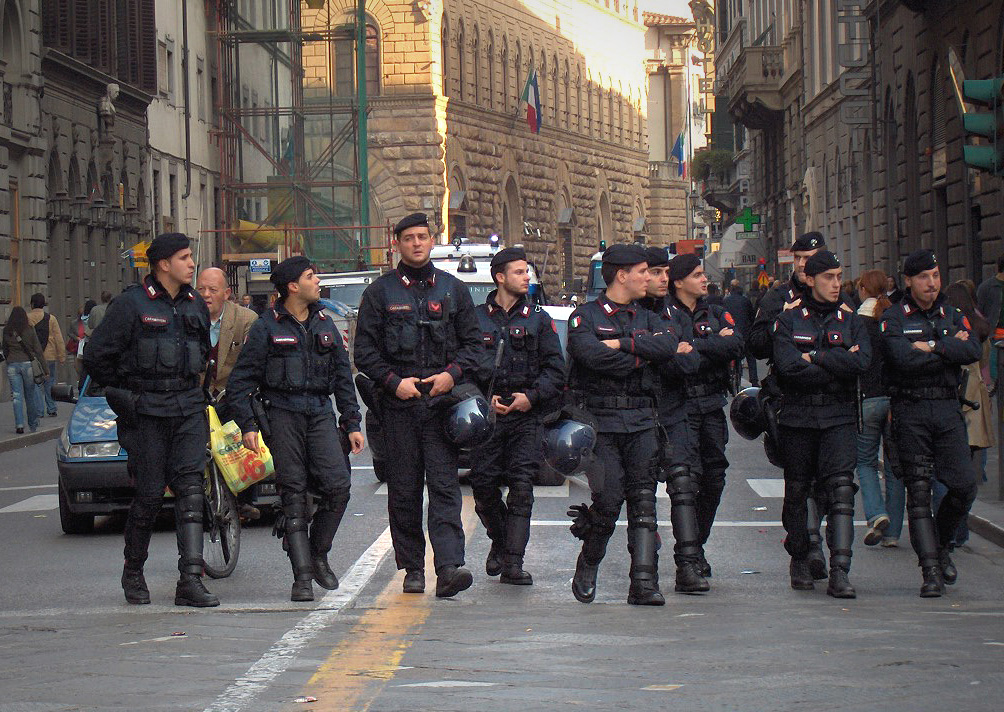
Carabinieri w umundurowaniu służb publicznych

Korpus Carabinieri jest dowodzony przez Comando, w skład którego wchodzi comandante generale (generał), vice-comandante generale (generał broni) oraz sztab. Siedziba Comando oraz kwatera główna Carabinieri mieści się w Rzymie. Kwatera Carabinieri posiada dyrektorów, którzy są odpowiedzialni za m.in.: administrację, zdrowie, inżynierię, a także Komisję Weteranów.
Sztab główny Carabinieri jest podzielony na 6 departamentów:
- Departament I – odpowiedzialny za siły operacyjne, treningi dla personelu oraz dyscyplinę zawodową.
- Departament II – odpowiedzialny za operację oraz dowodzenie, II departamentowi podlega także pokój operacyjny.
- Departament III – odpowiedzialny za technologię informacyjną, a także telekomunikację.
- Departament IV – odpowiedzialny za logistykę, dostarczenie sprzętu oraz zaopatrzenia.
- Departament V – odpowiedzialny za Komunikację oraz Stosunki Ogólne.
- Departament VI – odpowiedzialny za planowanie budżetu oraz inne kwestie finansowe.

### Organizacja terytorialna
Siedziby oraz komendy Carabinieri są rozproszone na terenie całego kraju. Organizacje terytorialne stanowią jądro korpusu. W organizacjach terytorialnych jest zatrudnionych ponad 80% wszystkich zatrudnionych w oddziałach Carabinieri. W całym kraju panuję hierarchia administracyjna, w skład której wchodzą następujące organizacje:
- 5 interregionalnych kwater korpusu Carabinieri dowodzonych przez generała dywizji. Siedziby kwater znajdują się w następujących miastach:
  - Rzym
  - Mediolan
  - Neapol
  - Mesyna
  - Padwa

- 19 regionalnych kwater Carabinieri, które są dowodzone przez generała brygady.
  - Oddziały kwater regionalnych na Sardynii oraz w Kalabrii mają za zadanie także wzmożoną walkę ze zorganizowaną przestępczością, dzięki czemu są wyposażone w specjalne do tego przegotowane oddziały, a także sprzęt. W tych dwóch włoskich prowincjach działają również specjalne oddziały operacyjne Carabinieri specjalizujących się w walkach oraz działaniach na terenach górskich. Dzięki temu możliwe jest podejmowanie skutecznej walki z przestępczością na terenach położonych w górzystej Kalabrii oraz Sardynii.

- 102 prowincjonalne kwatery oddziałów Carabinieri, które są dowodzone przez pułkownika lub podpułkownika. Prowincjonalne komendy znajdują się w stolicy każdej prowincji Włoch, z wyjątkiem prowincji Aosta, gdzie działają oddziały terytorialne. Prowincjonalne kwatery posiadają własne departamenty operacyjne oraz szeroko rozwiniętą niezależność w kwestiach działań operacyjnych, zatrudnienia, finansów i sądownictwa.

- 18 departamentów terytorialnych działających w najważniejszych regionach Włoch, a także w największych miastach Italii, w tym m.in. w: Mediolanie, Rzymie, Neapolu a także Palermo. Departamenty terytorialne są dowodzone przez dowódcę w randze podpułkownika.
  - Oddziały terytorialne działają także na terenie prowincji Aosta, która jako jedyna nie posiada prowincjonalnych kwater korpusu Carabinieri.

- 539 grup oraz kompanii dowodzonych przez majora lub kapitana. Grupy tę należą do mobilnego skrzydła operacyjnego Carabinieri oraz wchodzą w skład Mobilnego Jądra Operacyjnego korpusów Carabinieri.

- Jeden kapitanat dowodzony przez kapitana znajdujący się na terenie miasta Campione d’Italia.

- 4625 komend oraz posterunków Carabinieri rozsianych na terenie całego kraju. Posterunkami dowodzą funkcjonariusze korpusu podoficerskiego w rangach odpowiadających polskim stopniom chorążego sztabowego i starszego chorążego sztabowego[1].

## Siły specjalne oraz korpusy mobilne

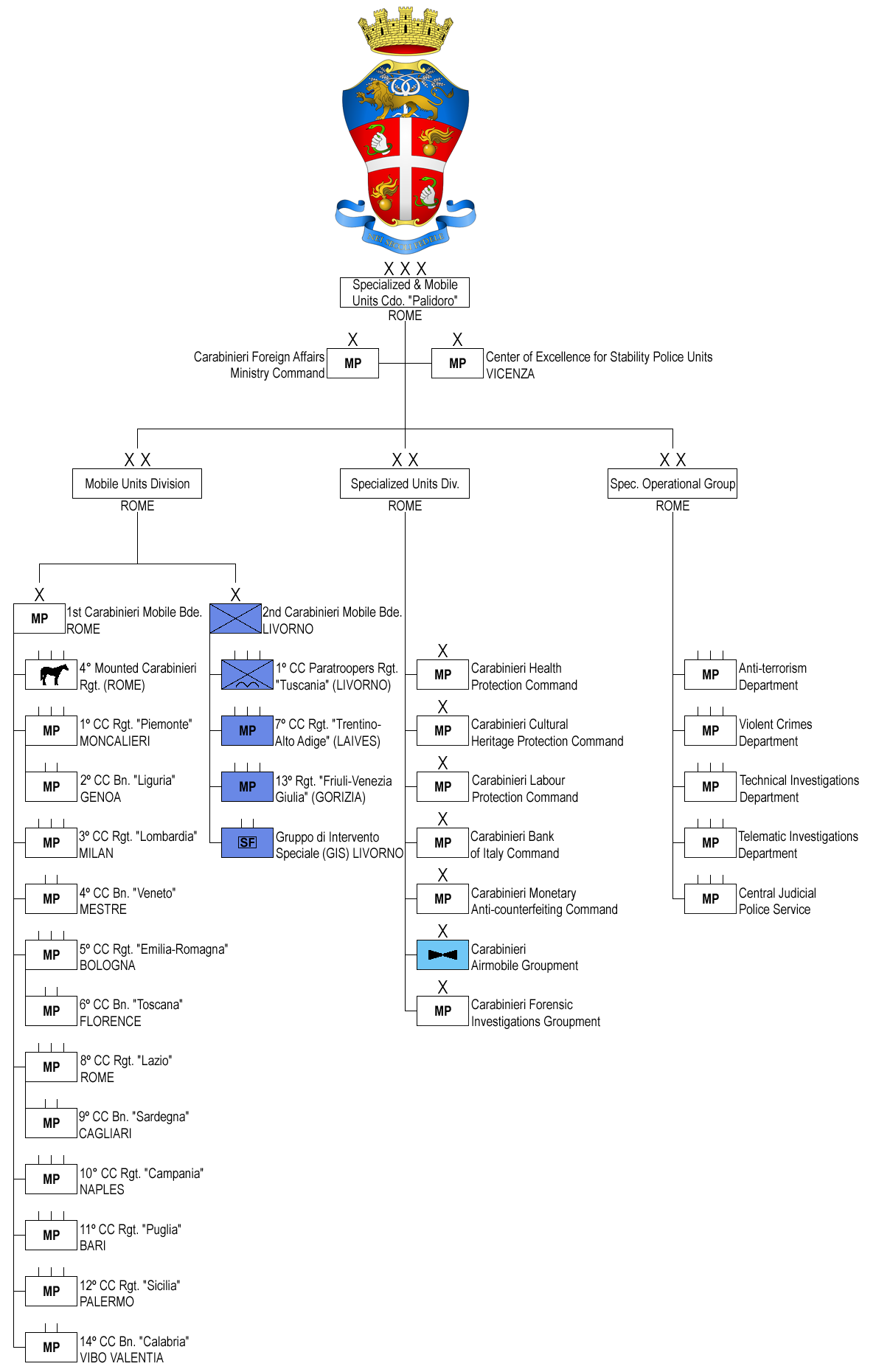
Struktura organizacyjna działań Dywizji Sił Mobilnych

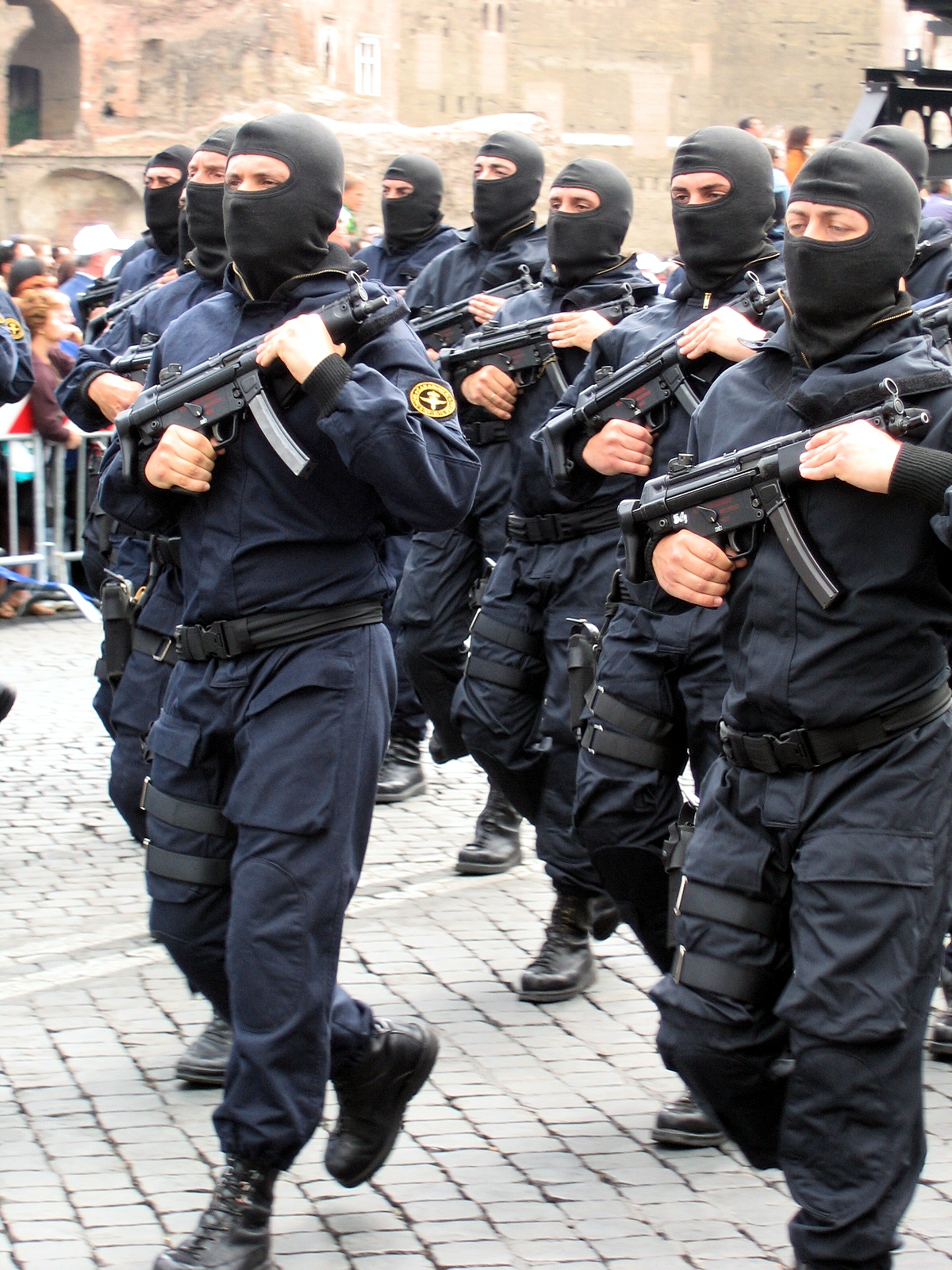
Oddziały GIS-u na paradzie

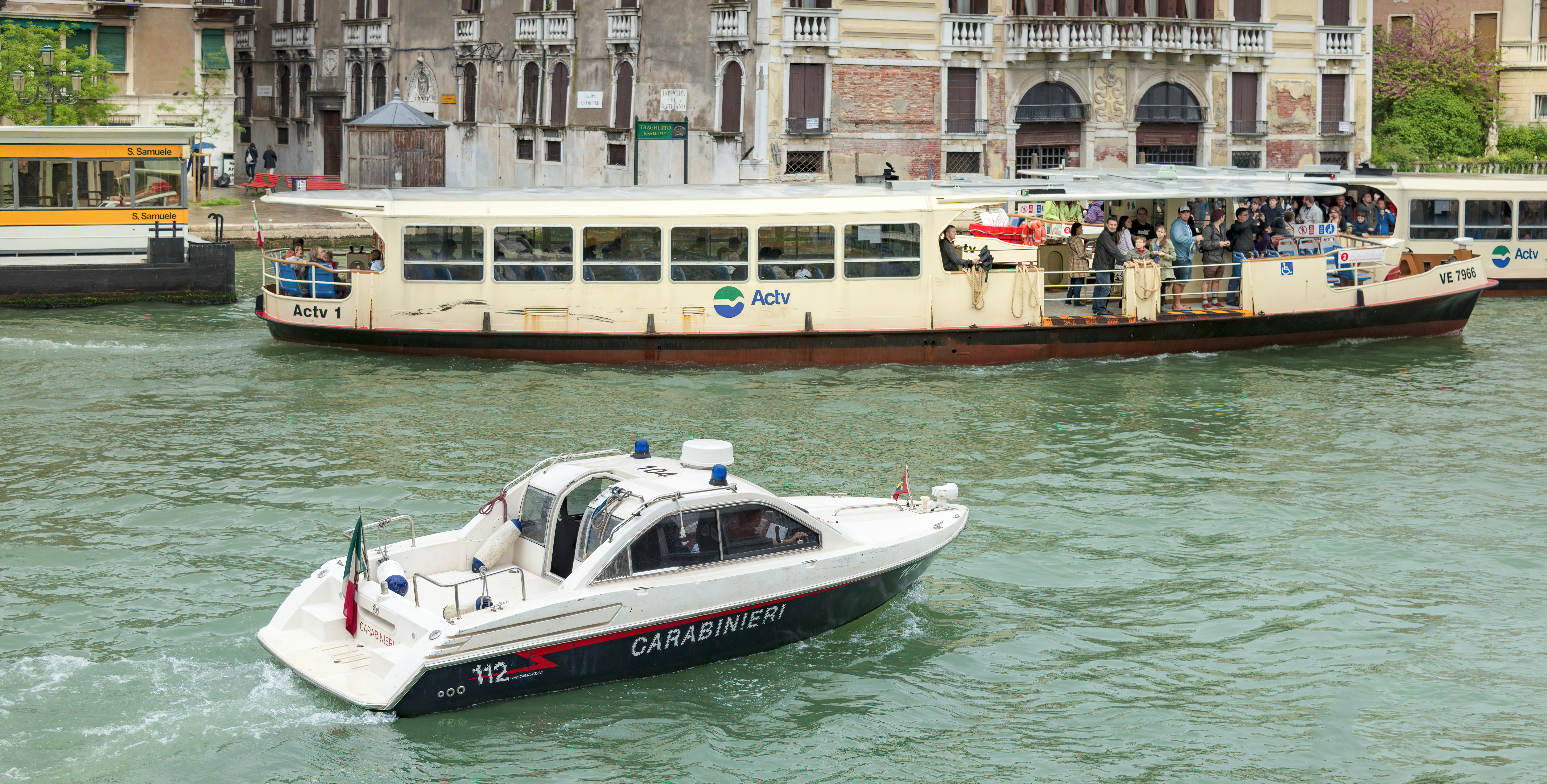
Łódź motorowa Carabinieri na kanale w Wenecji

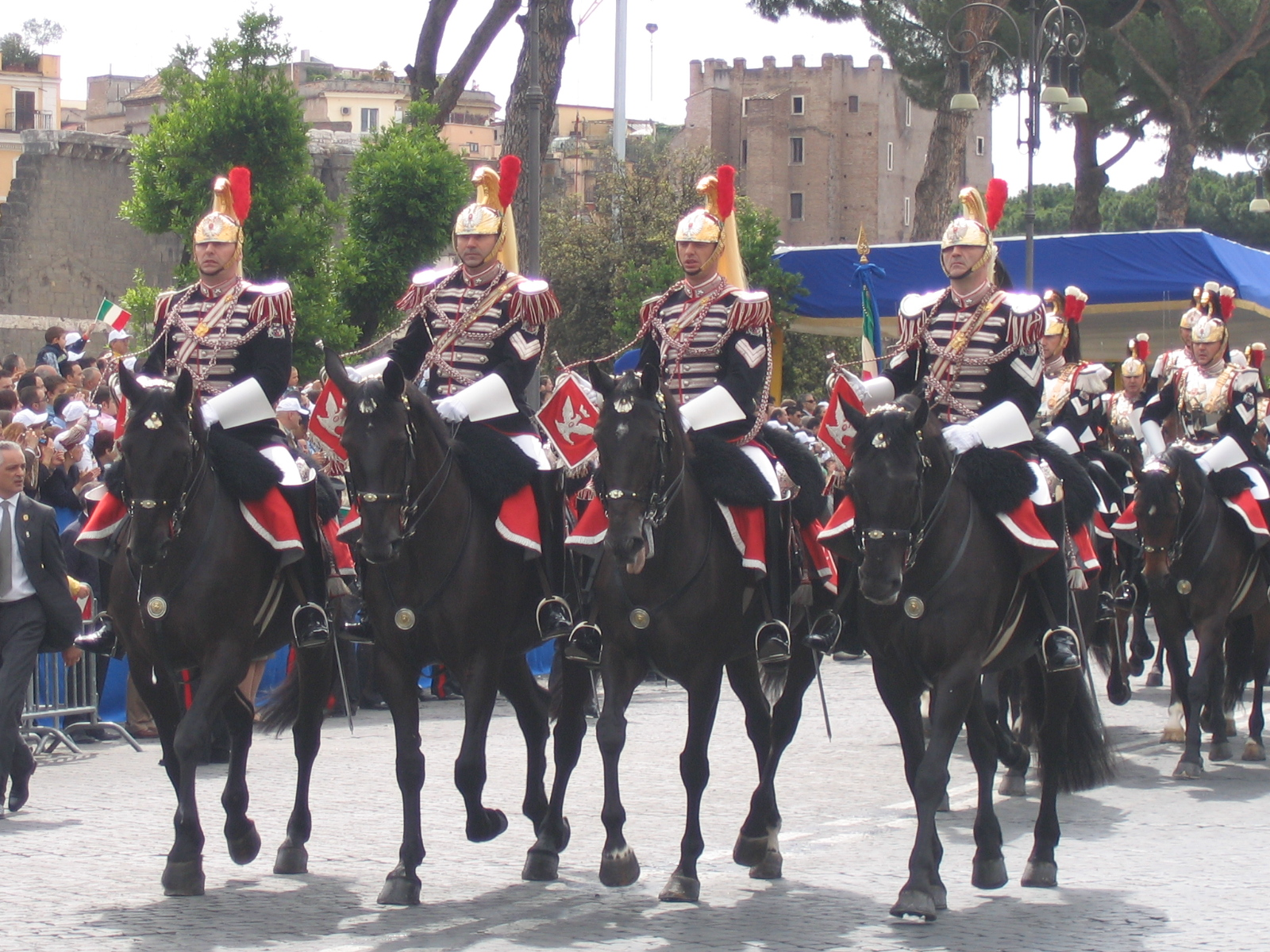
Corazzieri na paradzie

Poza oddziałami terytorialnymi, Carabinieri posiadają mobilne jednostki operacyjne, którymi są  Palidoro (siedziba organizacji znajduje się w Rzymie), Dywizja Sił Mobilnych, Dywizja Sił Specjalnych, a także oddziały Raggruppamento Operativo Speciale (ROS).

### Dywizja sił mobilnych
Dywizja sił mobilnych znajduje się w Treviso i składa się z dwóch brygad,  których zadaniem jest natychmiastowe działanie w sytuacji kryzysowej oraz obrona kraju w przypadku ataku militarnego z zewnątrz. Biorą również czynny udział w operacjach militarnych poza granicami Włoch. Siły dywizji mobilnych znajdują się także w najważniejszych częściach Włoch stacjonując w największych miastach  o kluczowym znaczeniu strategicznym.
Dywizja sił mobilnych składa się z:
- 1 Brygady mobilnej (siedziba w Rzymie) która składa się z 12 jednostek operacyjnych którymi są:

- - 1 Batalion karabinierzy „Piemont” (siedziba w Moncalieri)
  - 2 Batalion karabinierzy „Liguria” (siedziba w Genui)
  - 3 Batalion karabinierzy „Lombardia” (siedziba w Mediolanie)
  - 4 Batalion karabinierzy „Veneto” (siedziba w Mestre)
  - 5 Batalion karabinierzy „Emilia Romagna” (siedziba w Bolonii)
  - 6 Batalion karabinierzy „Toskania” (siedziba we Florencji)
  - 8 Batalion karabinierzy „Lacjum” (siedziba w Rzymie)
  - 9 Batalion karabinierzy „Sardynia” (siedziba w Cagliari)
  - 10 Batalion karabinierzy „Kampania” (siedziba w Neapolu)
  - 11 Batalion karabinierzy „Apulia” (siedziba w Bari)
  - 12 Batalion karabinierzy „Sycylia” (siedziba w Palermo)
  - Regiment kawalerii

- 2 Brygady mobilnej (siedziba w Livorno) składa się z 4 grup sił specjalnych:

- - 7 Regiment karabinierzy „Trentino-Alto Adige” (siedziba w Laives)
  - 13 Regiment karabinierzy „Friuli Venezia Giulia” (siedziba w Gorycji)
  - 1 Regiment karabinierzy „Toskania” (siedziba w Livorno)
  - Gruppo di Intervento Speciale(inne języki) (GIS) – specjalna grupa operacyjna działająca w sytuacjach, kiedy siły specjalne policji nie są w stanie samodzielnie wykonać misji na terenie Włoch. Siły GIS regularnie działają w ramach misji pokojowych oraz przywracania pokoju w najbardziej zapalnych regionach świata.

Siły zarówno GIS-u, jak i wszystkich batalionów Dywizji mobilnych brały udział w misjach stabilizacyjnych w Iraku oraz na Bałkanach, nawet po wycofaniu się z misji regularnych jednostek Armii Włoskiej.

### Dywizja Służb Specjalnych
ROS jest to elitarny oddział specjalny powołany do życia w 1990 roku. Zadaniami ROS jest walka z organizacjami przestępczymi (głównie mafia), terroryzmem. Zajmują się również zadaniami specjalnymi, które ROS wykonuje dzięki szczególnym uprawnieniom nadanym przez Ministra Obrony Narodowej.
Oprócz tego w ramach służb specjalnych działa Departament do Zadań Specjalnych. W skład departamentu wchodzą m.in.: Corazzieri – elitarny oddział będący częścią korpusów Carabinieri, stanowiący także gwardię przyboczną prezydenta Włoch. Funkcjonariuszy oddziału sporadycznie można spotkać na służbie patrolowej.
Departament zadań specjalnych współpracuje z ministerstwami we Włoszech, a także z Senatem, Izbą Reprezentantów oraz Trybunałem i Sądem Konstytucyjnym.
Korpusy Carabinieri zajmują się również ochroną m.in. Ministra Obrony, wysokich rangą dowódców wojskowych, a także innych ważnych funkcjonariuszy publicznych oraz przywódców państw, podczas ich wizyt we Włoszech. Korpusy zajmują się ponadto ochroną placówek dyplomatycznych włoskich i zagranicznych, np. ambasad. Carabinieri regularnie współpracują z Polizia di Stato w zakresie działań antynarkotykowych oraz antymafijnych.

## Organizacja treningowa
Organizacja treningów podlega różnym departamentom wchodzącym w skład korpusów Carabinieri. System treningu cechuje się szeroką różnorodnością w zależności od charakteru wykonywanej służby w ramach sił Carabinieri.
Najwyższą szkołą Carabinieri jest Dowódcza Szkoła Carabinieri, która ma swoją siedzibę w Rzymie. W szkole tej uczą się przyszli dowódcy najwyższego szczebla wojskowego w siłach Carabinieri, zarówno wojskowego jak i administracyjnego. Oprócz tego Carabinieri posiada liczne szkoły rozsiane po całym kraju. Z nich wszystkich należy wymienić następujące:
- Szkoła Oficerska Carabinieri w Rzymie
- Szkoła Oficerska oraz szkolenia kadetów we Florencji
- Szkoła Carabinieri oraz Szkoła szkolenia brygadierów Benewent. Filie szkoły znajdują się w:
  - Rzymie
  - Reggio di Calabria
  - Turynie
- Szkoła Zaawansowanego Strzelania w Rzymie
- Centrum języków obcych dla Carabinieri w Rzymie
- Centrum Kształcenia Psychologicznego dla Carabinieri w Rzymie

Oprócz tego Carabinieri posiadają specjalnie przygotowane centra, w których kształcą się specjaliści. Tymi centrami są:
- Centrum Pilotów Helikopterów w Pratica di Maremaja
- Centrum Alpinistyczne w Selva di Val Gardena
- Centrum Kierowców w Genui
- Centrum Tresury Psów we Florencji
- Centrum Jeździectwa w Rzymie

## Stan osobowy

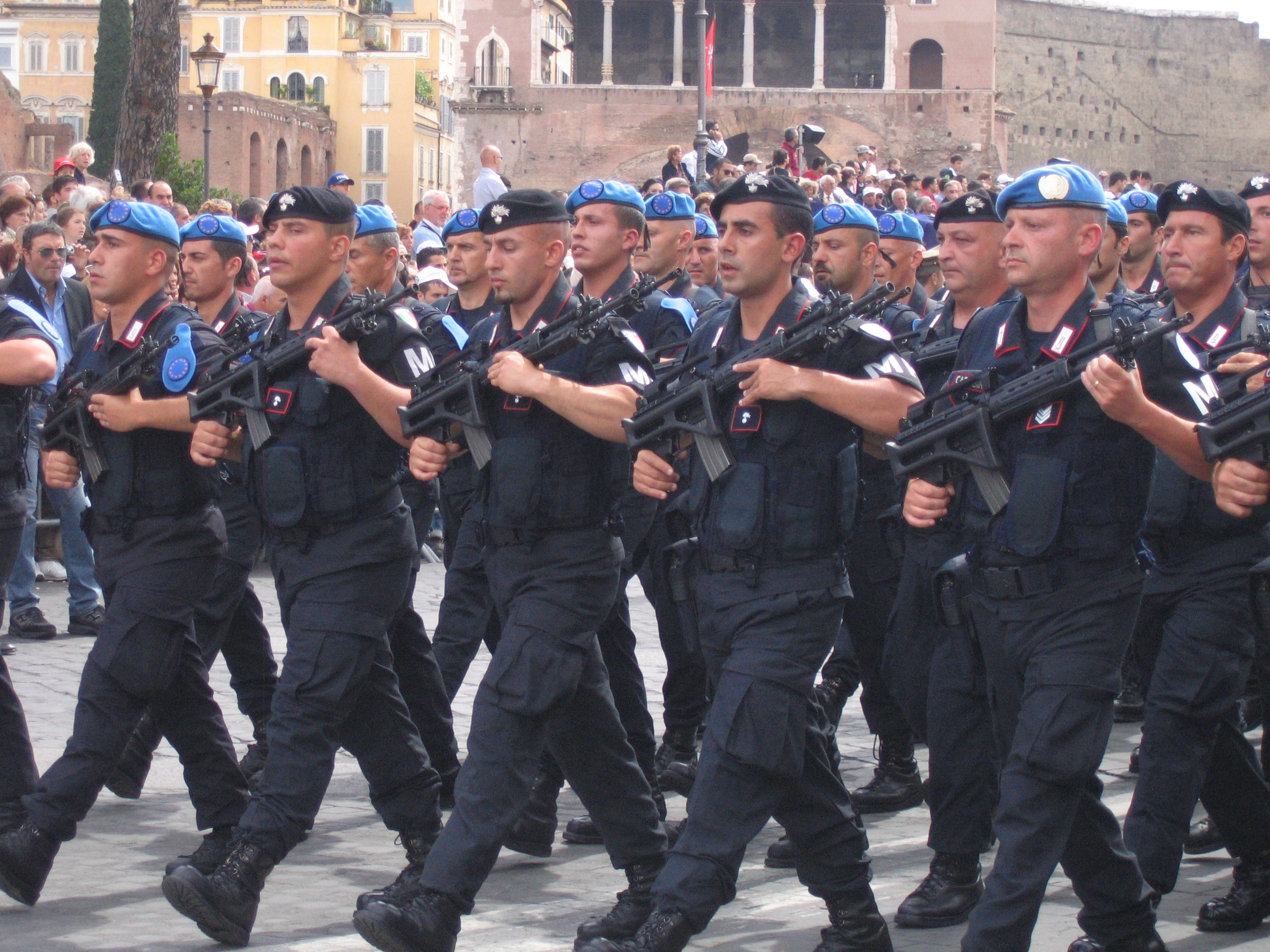
Carabinieri w umundurowaniu żandarmerii wojskowej

Stan osobowy Carabinieri na 22 stycznia 2007 roku:
- 110 000 ludzi, w tym:
  - 709 kobiet
  - 203 oficerów sztabowych
  - 183 oficerów
  - 163 emerytowanych policjantów
  - 162 studentów

## Służba wojenna

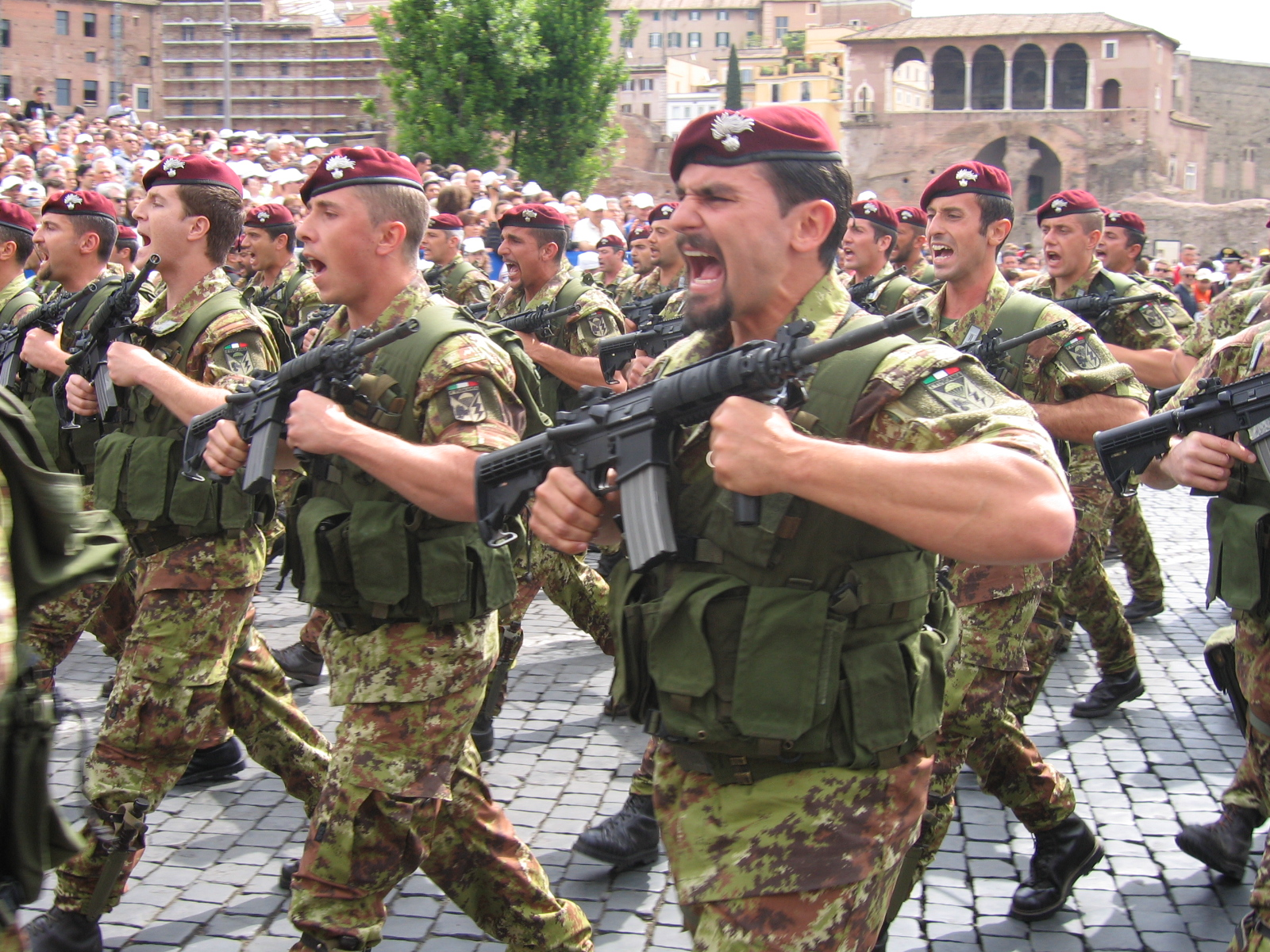
Spadochroniarze z 1 Regimentu Carabinieri „Toskania”

Poniżej znajduje się lista głównych bitew w których wzięły udział siły korpusu Carabinieri:
- Grenoble 5 lipca 1815 (chrzest bojowy)
- Werona 6 maja 1848
- Perugia 14 września- 4 listopada 1860
- Zajęcie Rzymu – 1870
- Sciara Sciat – (Wojna włosko-turecka 1911-1912)

W czasie I wojny światowej, oddziały Carabinieri odegrały istotną rolę w Bitwie pod Podgorą, która została stoczona 19 lipca 1915 roku. Po tej bitwie Carabinieri otrzymali liczne odznaczenia wojskowe, w tym m.in. Złoty Medal za Odwagę.
Podczas II wojny światowej Carabinieri wnieśli największy wkład w następujące bitwy:
- Bitwa pod Culqualber (Etiopia), 6 sierpnia-21 listopada 1941
- Bitwa pod Eluet El Asel (Libia), 19 grudnia 1941.

## Carabinieri w kulturze masowej
Carabinieri występują w powieści Pinokio, gdzie dokonują aresztowania Pinokia za przestępstwo, którego nie popełnił.
Mimo że we włoskim społeczeństwie Carabinieri są uważani za najbardziej kompetentnych oraz poważanych wśród służb mundurowych, są też częstym przedmiotem dowcipów ze względu na stereotyp Carabinieri, który jest raczej niedouczonym oraz niekompetentnym funkcjonariuszem.
Carabinieri są często bohaterami licznych seriali o tematyce kryminalnej. Jednym takich seriali jest R.I.S., którego akcja jest nieco podobna do seriali CSI: Kryminalne zagadki Las Vegas.

## Krytyka Carabinieri

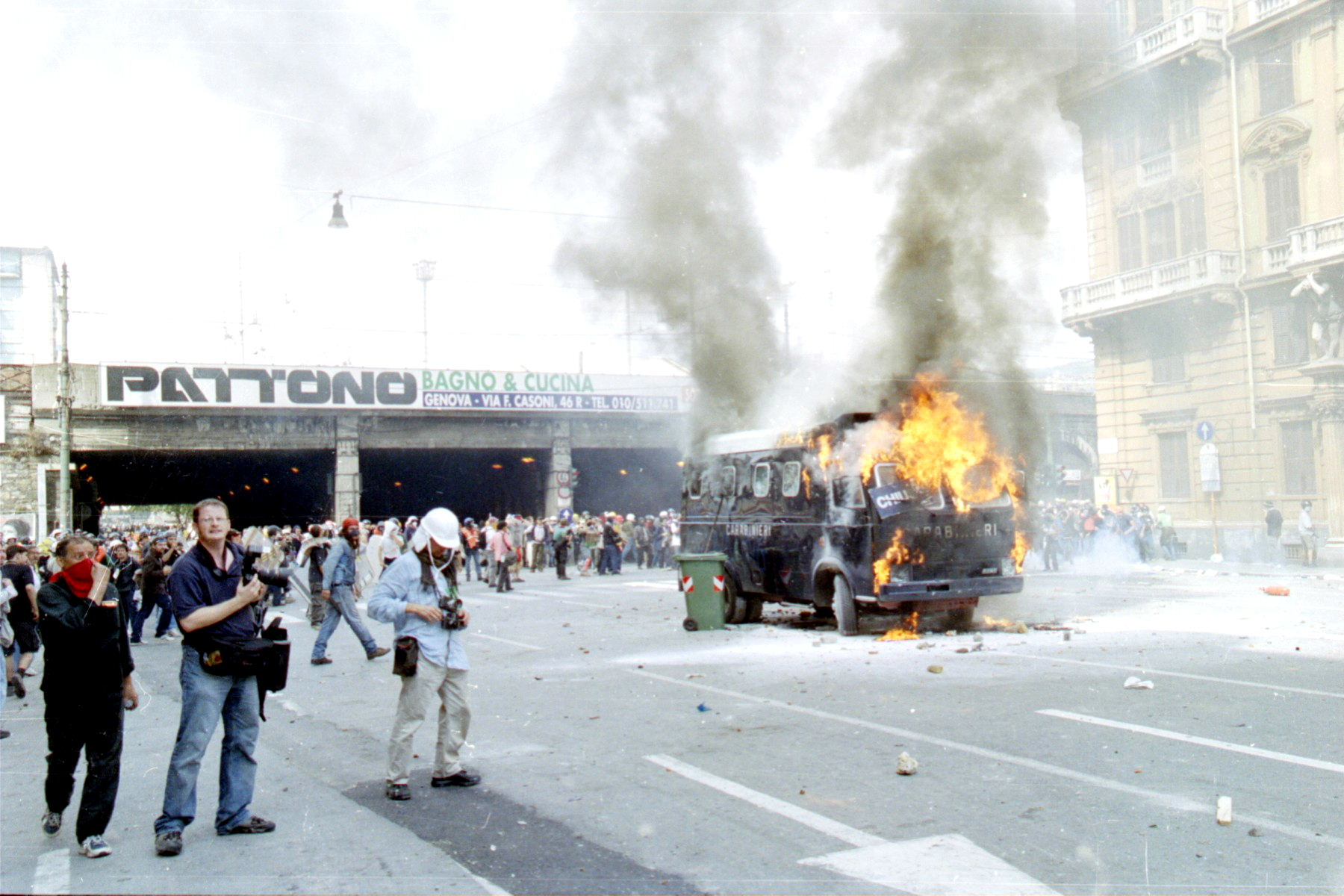
Płonący samochód Carabinieri podczas zamieszek związanych ze szczytem G8 w Genui

Obecnie siły Carabinieri są poważaną przez społeczeństwo instytucją. Jednakże w historii nie zawsze korpus Carabinieri miał taką reputację, będąc często przedmiotem kontrowersji oraz krytyki.
Podczas inwazji na Etiopię siły Carabinieri wchodziły w skład włoskiej armii. Po zdobyciu Addis Abeby przez wojska włoskie w 1936 roku odbyła się parada wojsk włoskich. W tym czasie eksplodowała bomba, która miała zabić generała Grazianiego, który wówczas zasiadał w loży honorowej wraz z najbliższymi oficerami. Mimo że w zamachu nikt nie ucierpiał, jeden z oficerów oddał strzały w kierunku etiopskich cywilów. Wraz z oficerem ogień otworzyły siły Carabinieri, w wyniku czego zginęło ponad 300 Etiopczyków. W ciągu następnych trzech dni Włosi (także Carabinieri) na masową skalę mordowali oraz grabili mieszkańców Addis Abeby. W wydarzeniach tych łącznie zginęło kilkanaście tysięcy etiopskich cywilów.

## Uzbrojenie

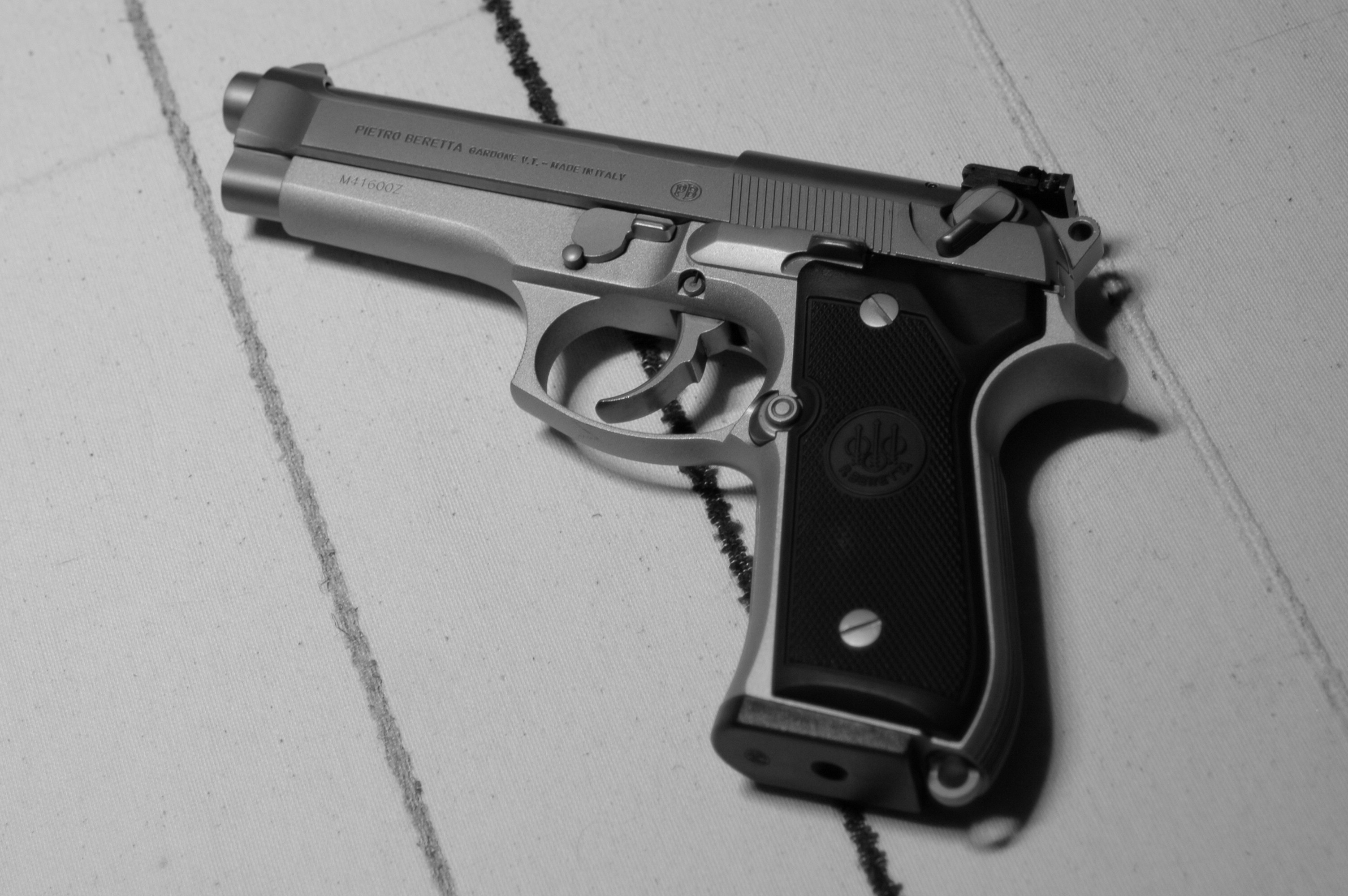
Beretta 92

Siły korpusu Carabinieri używają różnorodnej broni, która dzieli się na broń zwykłą oraz specjalną. Oto skład broni zwykłej oraz specjalnej

### Broń standardowa
- pistolet Beretta 92 – standardowa broń krótka jednostek Carabinieri
- pistolet Beretta Cougar – standardowa broń krótka funkcjonariuszy nieumundurowanych Carabinieri
- pistolet maszynowy Beretta M12S
- karabin automatyczny Beretta AR70
- ręczny karabin maszynowy Minimi

### Broń specjalna
- pistolet maszynowy MP5
- strzelba bojowa Franchi SPAS 15
- karabin wyborowy Mauser SP66
- karabin wyborowy AI AW

## Pojazdy

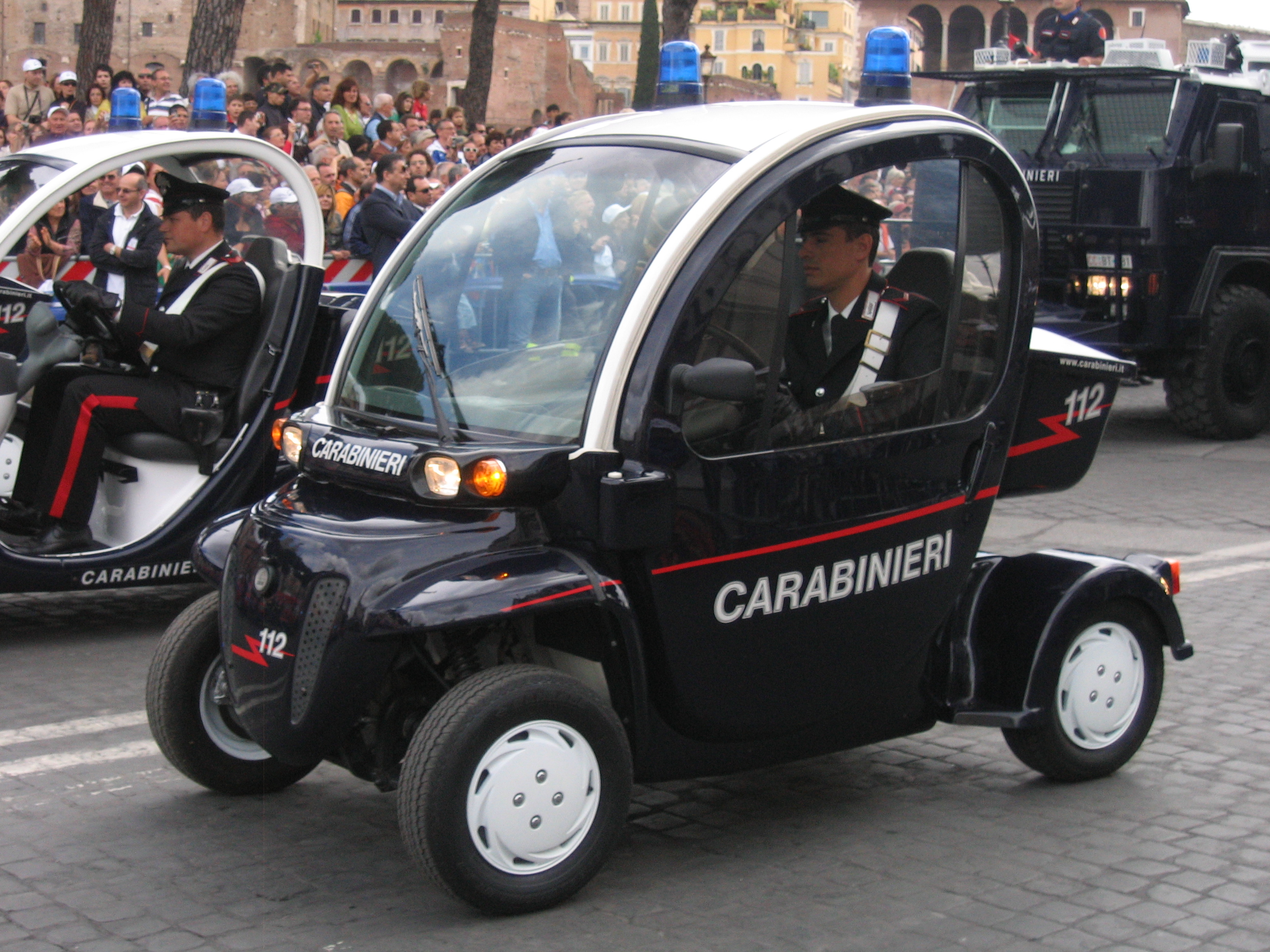
Pojazdy Carabinieri do celów transportu miejskiego

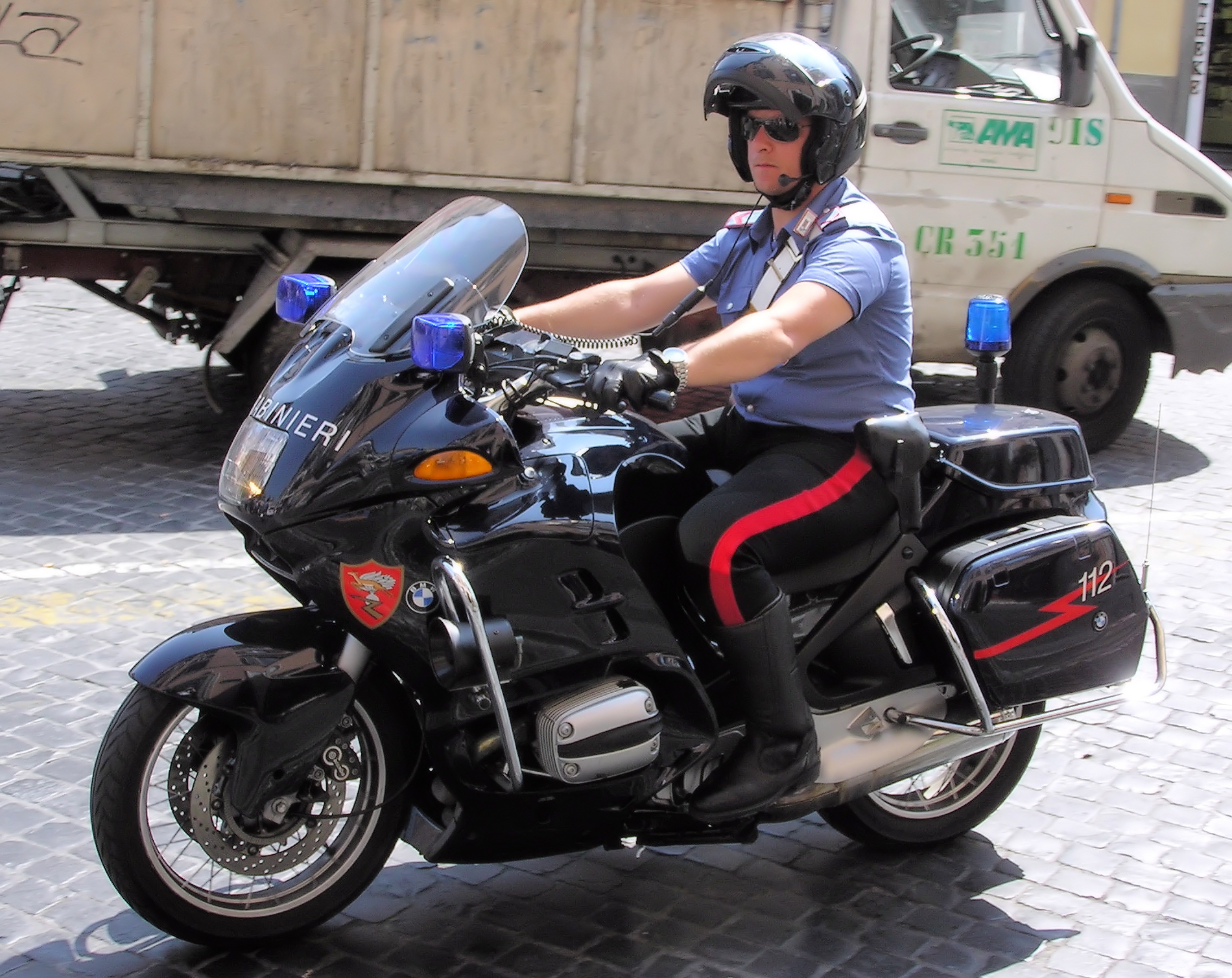
Motocykl Carabinieri marki BMW

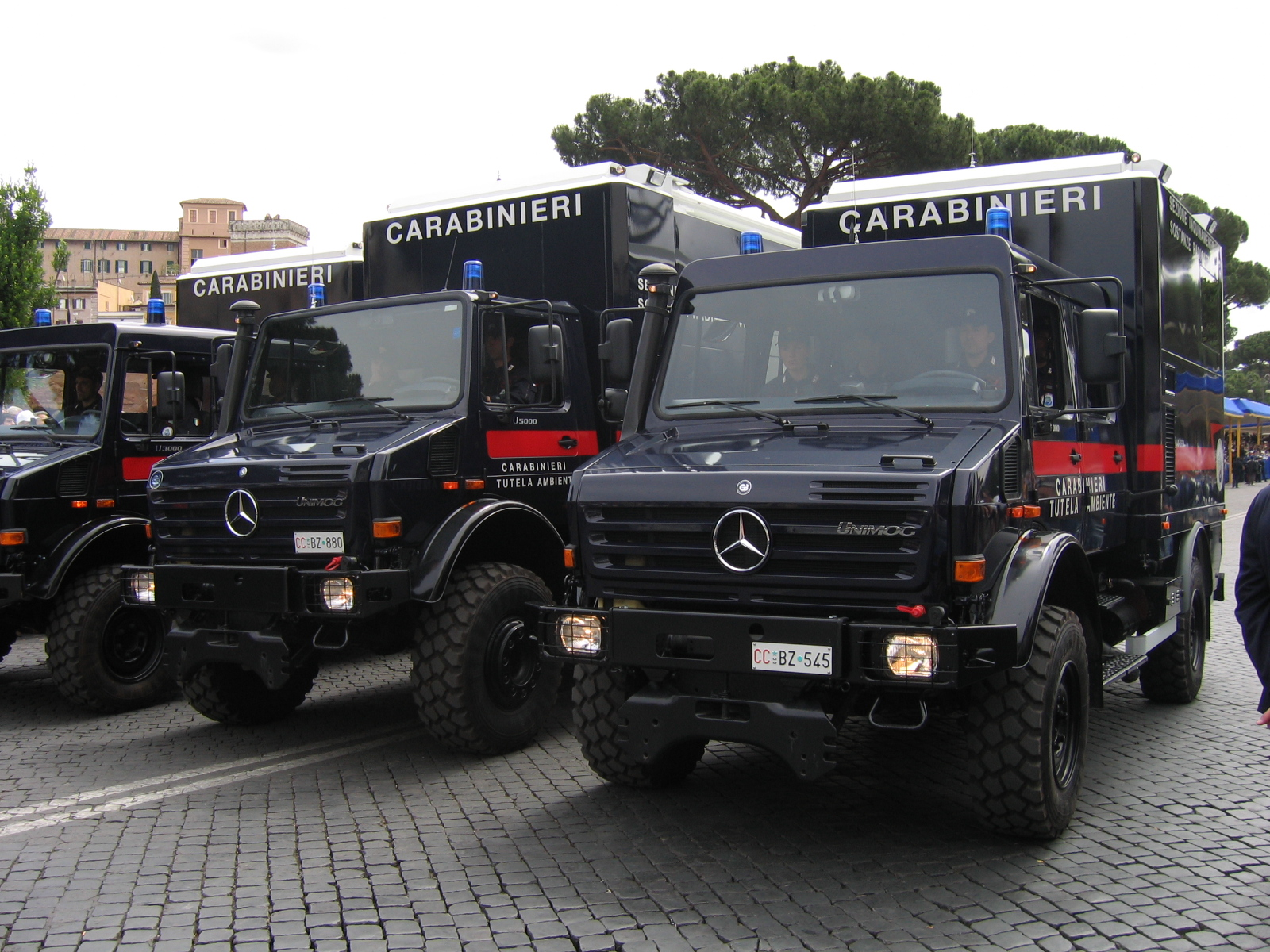
Unimog 3000

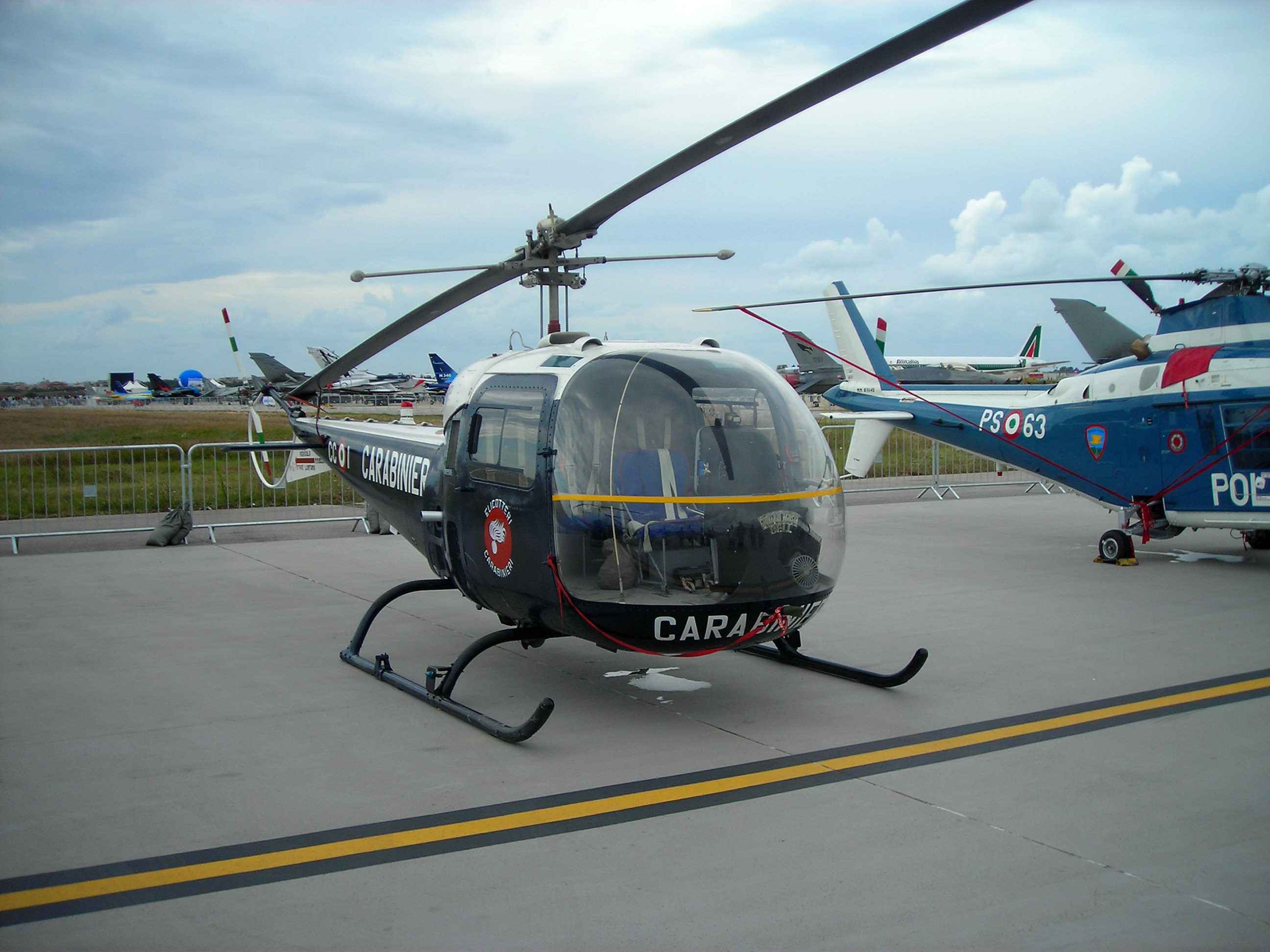
Helikopter Carabinieri Bell 47

Oddziały Carabinieri używają głównie pojazdów produkcji włoskiej. Wyjątkiem są samochody marek Subaru oraz Land Rover. Tablice rejestracyjne pojazdów należących do Carabinieri oznaczone są literami CC, a potocznie samochody Carabinieri nazywane są Gazzella (Gazela).

### Samochody
- Bertone Freeclimber(inne języki)
- Toyota Carina 2
- Subaru Legacy SW
- Subaru Forester
- Alfa Romeo 155
- Fiat Brava
- Alfa Romeo 156
- Alfa Romeo 159
- Alfa Romeo Giulia Quadrifoglio[2]
- Fiat Panda 4x4
- Land Rover Freelander
- Land Rover Defender 90
- Fiat Punto
- Fiat Stilo
- Fiat Ducato
- Mercedes Benz G500 Guard  B6

### Motocykle
- BMW Motorrad(inne języki)
- Moto Guzzi

### Śmigłowce
- Agusta A109
- Agusta-Bell AB 412
- Agusta-Bell AB 206

### Pojazdy taktyczne
- Land Rover Defender 110
- IVECO 40.10WM 4X4
- Unimog
- Puma 6x6
- FIAT 6616(inne języki)
- VCC1
- RG-12